# Ghemme
Ghemme (piemontesisch Ghem) ist eine Gemeinde in der italienischen Provinz Novara (NO), Region Piemont.

## Lage und Einwohner
Die Gemeinde Ghemme liegt rund nordwestlich 25 km nördlich von der Provinzhauptstadt Novara und 36 km nördlich von Vercelli am Fluss Sesia und besteht aus den Ortsteilen Strona und Ghemme. Die rund 20 km² große Gemeinde hat 3412 Einwohnern (Stand 31. Dezember 2023)
Die Nachbargemeinden sind Carpignano Sesia, Cavaglio d’Agogna, Fontaneto d’Agogna, Gattinara, Lenta, Romagnano Sesia und Sizzano.

### Verkehrsanbindung
Westlich und nordwestlich des Ortes verläuft die Autostrada A 26, an die er über die Anschlussstelle Romagnano Sesia-Ghemme angebunden ist. Novara liegt etwa 25 km südwestlich und ist mit dem Ort durch die Strada statale 299 verbunden.
Ghemme hat einen Bahnhof an der Bahnstrecke Novara – Varallo. Derzeit wird sie nur als Touristenbahn und für den Güterverkehr auf der Strecke Novara-Romagnano Sesia genutzt. Die seit 2012 für den Regionalverkehr geschlossene Strecke soll jedoch mithilfe europäischer Mittel, bis 2026, wieder für den Regionalverkehr geöffnet werden. Im Januar 2024 begannen die Arbeiten zur Modernisierung der Strecke, um sie für die Wiedereröffnung für den Regionalverkehr vorzubereiten.

## Geschichte

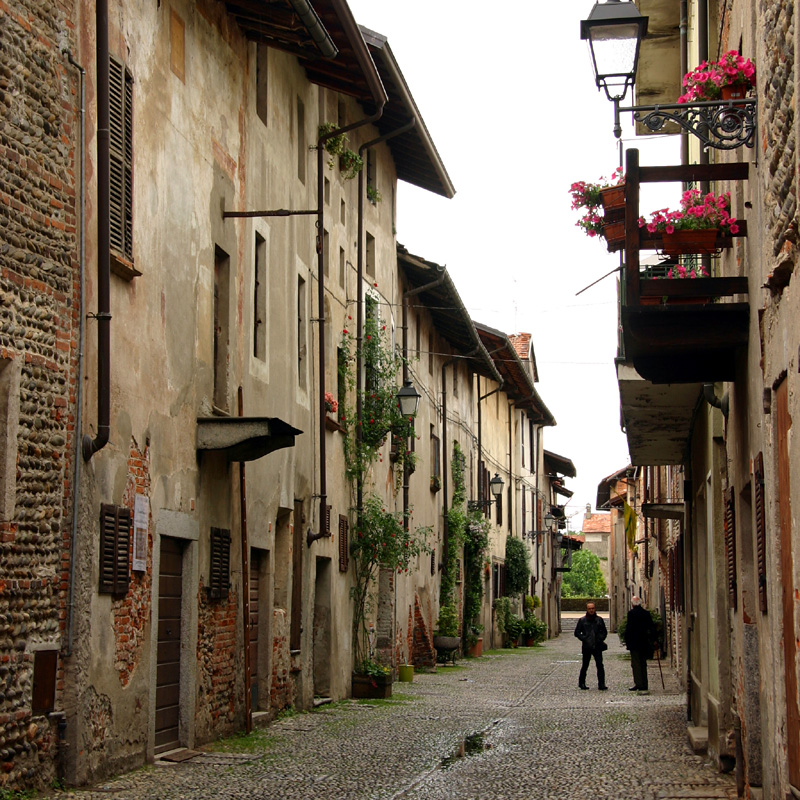
Im Zentrum

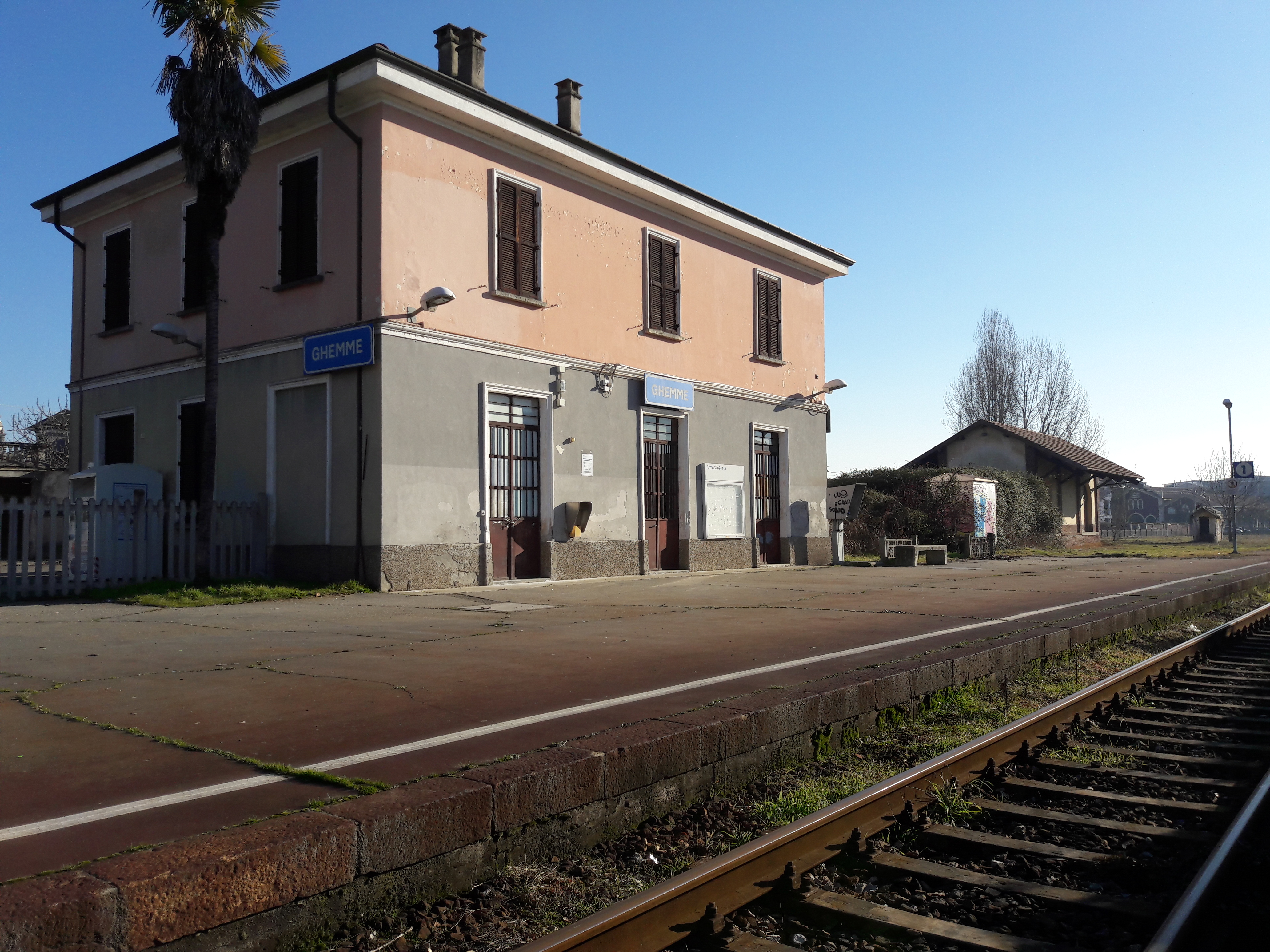
Der Bahnhof von Ghemme

Das erste Mal wurde Ghemme im Jahr 1000 schriftlich in einer Urkunde erwähnt. Im 15. Jahrhundert hatten verschiedene Familien aus Novara und Mailand Häuser und Grundbesitz in Ghemme. Im Laufe der Geschichte war der Ort Lehen verschiedener Familien, unter anderen der Tettoni (16.–17. Jahrhundert), der Homodei (17. Jahrhundert) und der Modegnani (18. Jahrhundert).

## Sehenswürdigkeiten
Die Pfarrkirche Madonna Assunta wurde an der Stelle einer früheren Kirche ab 1666 erbaut. Ab 1720 wurde die Fassade errichtet, und 1731 wurde die Kirche geweiht. Der Hauptaltar stammt aus dem Jahr 1763. Der Turm wurde 1664–1665 errichtet und 1879–1884 mit einer neuen Spitze versehen.
Für die Ortspatronin, die Selige Panacea, wurde durch den aus Ghemme stammenden Architekten Alessandro Antonelli ein Heiligtum errichtet (Scurolo della Beata Panacea), in dem ihre Gebeine aufbewahrt werden.

## Kulinarische Spezialitäten
In  der Gemeinde wird auch der gleichnamige Wein angebaut. Seit 1994 gehört sie zu den „Städten des Weines“ und seit 2002 auch zu den „Städten des Honigs“, der hier eine lange Tradition hat.

## Persönlichkeiten
- Alessandro Antonelli (1798–1888), einer der bedeutendsten Architekten des 19. Jahrhunderts, der unter anderem die Mole Antonelliana in Turin plante, ist in Ghemme geboren.